# Hirschberg (Hessischer Spessart)
Der Hirschberg ist ein 535 m ü. NHN hoher Berg im Spessart. Er liegt bei Flörsbachtal im hessischen Main-Kinzig-Kreis (Deutschland) und sollte nicht mit dem gleichhohen Hirschberg im Spessart bei Rechtenbach verwechselt werden.

## Geographie

### Lage
Der Hirschberg liegt im Naturpark Hessischer Spessart zwischen den Orten Flörsbach, das sich im Nordosten an der Quelle und am Oberlauf des Flörsbachs befindet, und Kempfenbrunn, das etwas weiter bachabwärts im Ostsüdosten liegt, und dem bei der Quelle des Laubersbachs gelegenen Mosborn im Süden. Nordwestlich des Berges befinden sich das Wiesbüttmoor und der Wiesbüttsee. Über den Westhang des Berges verläuft die Kreisstraße 889.
Westlich des Hirschberges führt über den Gipfel der Erkelshöhe die Landesgrenze zu Bayern. Dahinter liegt im Landkreis Aschaffenburg an der Quelle und am Oberlauf des Aubachs etwa 2,6 km westsüdwestlich des Hirschberggipfels das Dorf Wiesen.

### Naturräumliche Zuordnung
Der Hirschberg gehört in der naturräumlichen Haupteinheitengruppe Odenwald, Spessart und Südrhön (Nr. 14) und in der Haupteinheit Sandstein-Spessart (141) zur Untereinheit Südöstlicher Sandsteinspessart (141.3). Nach Norden leitet die Landschaft über den Quellbereich des Flörsbachs in die Untereinheit Nördlicher Sandsteinspessart (141.5) über.

## Schutzgebiete
Unmittelbar nordwestlich des Hirschbergs liegt das Naturschutzgebiet Wiesbüttmoor (CDDA-Nr. 82910; 1982 ausgewiesen; 12,2 ha). Auf dem Nordwest- bis Südhang befindet sich das Fauna-Flora-Habitat-Gebiet Wiesbüttmoor mit angrenzenden Waldflächen (FFH-Nr. 5822-301; 1,9629 km²).